# خاقان جال خان أوغلي
هاكان تشالهان أوغلو (بالتركية: Hakan Çalhanoğlu) وهو لاعب كرة قدم تركي في مركز الوسط المهاجم ولد في يوم 8 فبراير 1994 في مدينة مانهايم في ألمانيا وهو يلعب حالياً مع إنتر ميلان في الدوري الإيطالي الدرجة الأولى. ويلعب أيضاً مع المنتخب الوطني التركي.

## الاندية

### كارلسروه
ولد في مانهايم، بادن فورتمبيرغ، بدأ هاكان مسيرته مع كارلسروه في الدوري الألماني الدرجة الثانية. على الرغم من أنه كان قد يهبط إلى الدرجة الثالثة 3. في نهاية أول موسم له. قال انه وقع عقداً لمدة أربع سنوات للانضمام إلى هامبورغ في فترة الإنتقالات الصيفية عام 2012 وقد ساعد الفريق على الفوز بالدوري والعودة إلى الدرجة الثانية.

### هامبورغ
جعل هاكان هامبورغ يظهر في الدوري الدرجة الاولى الألماني لأول مرة في 11 آب 2013، كما افتتح الفريق الموسم مع شالكه40 بالتعادل الإيجابي 3-3. وبدأ المباراة، وحل محل دينيس آوغو في الدقيقة 74. وسجل أول هدف له مع النادي في الدقيقة 31، وساعد في فوز فريقه 4-0 على ضيفه اينتراخت براونشفايغ. بعد استبداله من الهداف الهولندي رافاييل فان دير فارت في الدقيقة 79، ثم احرز هدف مرة أخرى من ركلة حرة رائعة. في 5 شباط عام 2014، وقع هاكان على تمديد عقده لمدة عامين اضافيين لهامبورغ، لإبقائه في النادي حتى عام 2018. طرد للمرة الأولى في مسيرته في 22 آذار، لحصوله على لإنذار الثاني في الدقيقة 53 وانتهت تلك المباراة بخسارة هامبورغ 0-1 من مضيفه شتوتغارت. في الموسم الوحيد الكامل في هامبورغ، لعب هاكان 32 مباراة من اصل 34 مباراة من الدوري الدرجة الاولى الألماني وسجل 11 هدفا في الدوري.

### باير ليفركوزن
لعب هاكان مع ليفركوزن في مباراة ودية في يوليو 2014. يوم 4 يوليو عام 2014، غادر هامبورغ وذهب إلى منافسه باير ليفركوزن، ووقع عقد يمتد لمدة خمس سنوات بقيمة € 14500000. لعب لأول مرة للنادي يوم 19 يونيو وانتهت المباراة بانتصار ليفركوزن على نادي كوبنهاغن الدنماركي بنتيجة 3-2 خارج أرضه في مباراة الذهاب من التأهل إلى دوري أبطال أوروبا. وبعد أربعة أيام لعب أول مباراة له في الدوري مع ناديه الجديد، وتمكنوا من الفوز على مضيفه بروسيا دورتموند بنتيجة 2_0 في اليوم الافتتاحي للموسم الجديد. وفي 27 أغسطس سجل أول هدف له مع ليفركوزن، وكان الهدف الثاني من فوز فريقه بنتيجة 4-0 في مباراة الإياب من ملحق التصفيات الأوروبية. وسجل أول هدف له في الدوري للنادي يوم 12 سبتمبر، والثاني لليفركوزن والذي وقع في فخ التعادل 3-3 على أرضه ضد فيردر بريمن. وكانت هذه المباراة الأولى التي كانت فبها منافسة هذا الموسم. وقد تم ترشيحه لنيل جائزة الفتى الذهبي 2014 في أكتوبر تشرين الأول. يوم 25 فبراير عام 2015، سجل هدف المباراة الوحيد والتي انتصر بها باير ليفركوزن على أتلتيكو مدريد في دور ال 16 مباراة الذهاب في دوري أبطال أوروبا. ومع ذلك، بعد ثلاثة أسابيع من مباراة الإياب، وسدد أول محاولة في ركلات الترجيح، وكان الحارس اوبلاك له في المرصاد، وانتصر اتليتكو مدريد في تلك المباراة. وفي 2 مايو افتتح هاكان بوابة التسجيل بعد فوز ليفركوزن 2-0 على ضيفه المتوج حديثا بطلا للدوري بايرن ميونيخ.

### إيه سي ميلان
في 3 يوليو 2017، انتقل هاكان إلى نادي إيه سي ميلان الإيطالي بعقد لمدة 4 سنوات، بعدما انتقل من نادي باير ليفركوزن بصفقة قدرت بـ 22 مليون يورو.

## مسيرته الدولية
على الرغم من انه ولد في ألمانيا، إلا ان هاكان اختار اللعب لمنتخب تركيا، ولعب لمنتخب بلاده على المستوى الدولي للشباب، بما في ذلك كأس العالم تحت 20 سنة FIFA 2013 على أرضها. وصلت تركيا دور ال 16 قبل الخروج من قبل فرنسا. وفي مباريات المجموعة الثانية يوم 28 يونيو، سجل هاكان هدف التعادل لتركيا وساعدهم في الفوز 2-1 على أستراليا على ملعب حسين أفني العكر في مدينته (مدينة اجداده). وقد لعب لأول مرة مع المنتخب الأول في 6 سبتمبر 2013 في التصفيات المؤهلة لنهائيات كأس العالم، ليحل محل جوخان توري للمشاركة ثماني دقائق من المباراة والتي انتهت بالفوز 5-0 ضد اندورا. وقدم بداية ولايته الأولى في 25 مايو 2014 في مباراة ودية 2-1 على جمهورية ايرلندا في ملعب أفيفا في دبلن، وفي الدقيقة 61. وفي 31 مارس 2015 سجل أول هدف دولي له في مباراة ودية انتهت بالفوز 2/1 على لوكسمبورغ.

## إحصائيات

### النادي

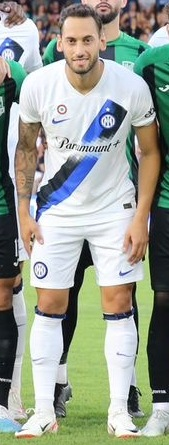
تشالهان أوغلو مع إنتر ميلان

آخر تحديث 22 يناير 2017.
| النادي        | الموسم        | الدوري | الدوري | الكأس | الكأس | أوروبا | أوروبا | آخرى | آخرى | المجموع | المجموع |
| النادي        | الموسم        | لعب    | سجل    | لعب   | سجل   | لعب    | سجل    | لعب  | سجل  | لعب     | سجل     |
| ------------- | ------------- | ------ | ------ | ----- | ----- | ------ | ------ | ---- | ---- | ------- | ------- |
| نادي كارلسروه | 2011–12       | 14     | 0      | —     | —     | —      | —      | 2    | 0    | 16      | 0       |
| نادي كارلسروه | 2012–13       | 36     | 17     | 3     | 0     | —      | —      | —    | —    | 39      | 17      |
| نادي كارلسروه | المجموع       | 50     | 17     | 3     | 0     | —      | —      | 2    | 0    | 55      | 17      |
| نادي هامبورغ  | 2013–14       | 32     | 11     | 4     | 0     | —      | —      | 2    | 0    | 38      | 11      |
| باير ليفركوزن | 2014–15       | 33     | 8      | 4     | 2     | 10     | 3      | —    | —    | 47      | 13      |
| باير ليفركوزن | 2015–16       | 31     | 3      | 3     | 1     | 12     | 4      | —    | —    | 46      | 8       |
| باير ليفركوزن | 2016–17       | 15     | 6      | 1     | 0     | 6      | 1      | —    | —    | 22      | 7       |
| باير ليفركوزن | المجموع       | 79     | 17     | 8     | 3     | 28     | 8      | —    | —    | 115     | 28      |
| إيه سي ميلان  | 2017–18       |        |        |       |       |        |        | —    | —    |         |         |
| المجموع الكلي | المجموع الكلي | 161    | 45     | 15    | 3     | 28     | 8      | 4    | 0    | 208     | 56      |

### الدولية

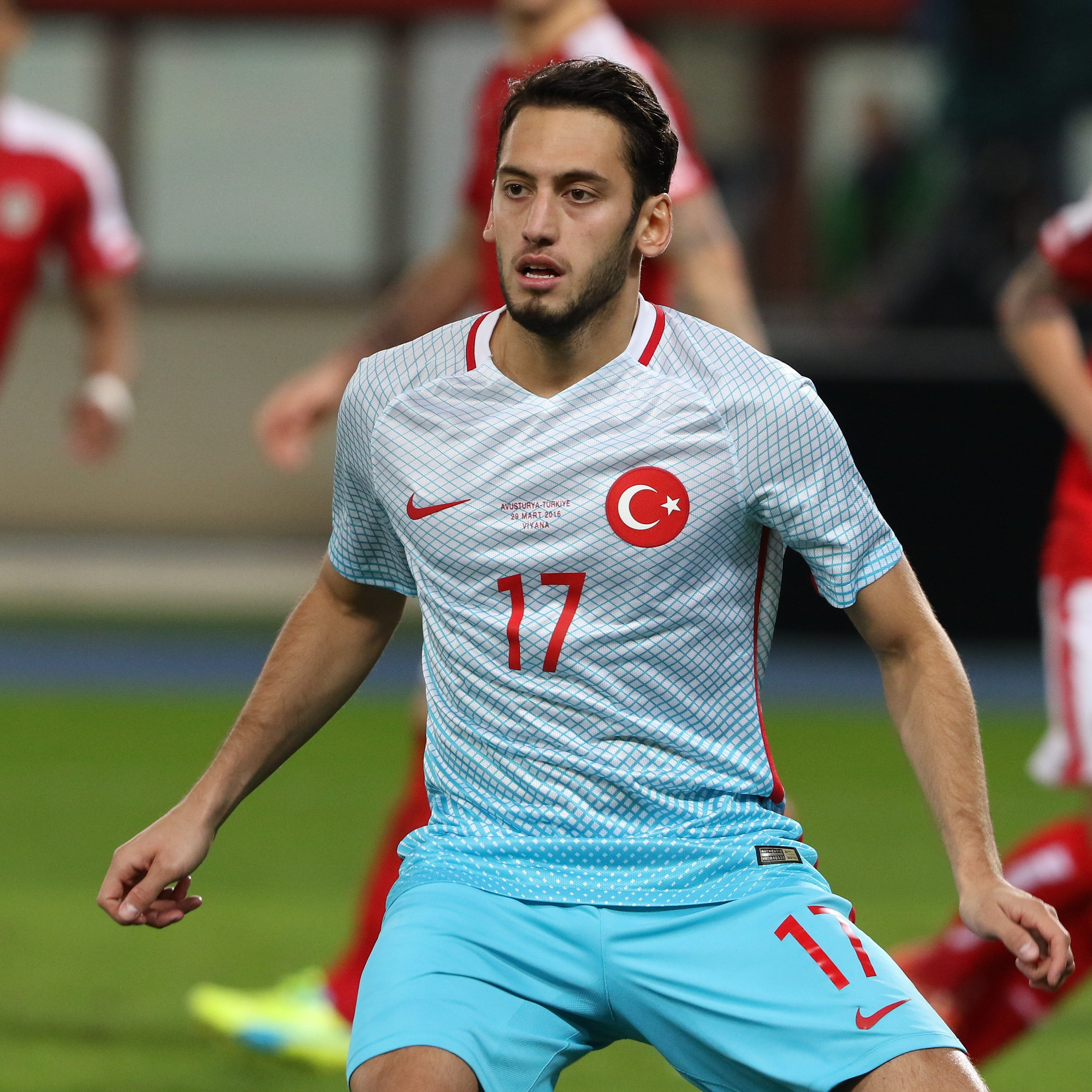
هاكان تشالهان أوغلو في مباراة ودية ضد ، 2016

آخر تحديث 12 نوفمبر 2016.
| تركيا   | تركيا | تركيا   |
| السنة   | لعب   | الأهداف |
| ------- | ----- | ------- |
| 2013    | 1     | 0       |
| 2014    | 4     | 0       |
| 2015    | 10    | 4       |
| 2016    | 11    | 4       |
| المجموع | 26    | 8       |

### الأهداف الدولية
آخر تحديث 12 نوفمبر 2016. 
| الرقم | التاريخ        | الملعب                                       | المدينة | المنافس        | الهدف | النتيجة | المنافسة                                |
| ----- | -------------- | -------------------------------------------- | ------- | -------------- | ----- | ------- | --------------------------------------- |
| 1     | 31 مارس 2015   | ملعب يوسي بارثيل، مدينة لوكسمبورغ، لوكسمبورغ | 8       | لوكسمبورغ      | 2–1   | 2–1     | مباراة ودية                             |
| 2     | 8 يونيو 2015   | ملعب رجب طيب أردوغان، إسطنبول، تركيا         | 9       | بلغاريا        | 1–0   | 4–0     | مباراة ودية                             |
| 3     | 8 يونيو 2015   | ملعب رجب طيب أردوغان، إسطنبول، تركيا         | 9       | بلغاريا        | 2–0   | 4–0     | مباراة ودية                             |
| 4     | 10 اكتوبر 2015 | جنرالي أرينا، براغ، التشيك                   | 13      | جمهورية التشيك | 2–0   | 2–0     | تصفيات بطولة أمم أوروبا لكرة القدم 2016 |
| 5     | 29 مارس 2016   | ملعب إرنست هابل، فيينا، النمسا               | 16      | النمسا         | 1–1   | 2–1     | مباراة ودية                             |
| 6     | 22 مايو 2016   | ملعب مدينة مانشستر، مانشستر، إنجلترا         | 17      | إنجلترا        | 1–1   | 1–2     | مباراة ودية                             |
| 7     | 5 سبتمبر 2016  | ملعب ماكسيمير، زغرب، كرواتيا                 | 23      | كرواتيا        | 1–1   | 1–1     | تصفيات كأس العالم لكرة القدم 2018       |
| 8     | 6 أكتوبر 2016  | توركو أرينا، قونية، تركيا                    | 24      | أوكرانيا       | 2–2   | 2–2     | تصفيات كأس العالم لكرة القدم 2018       |

## روابط خارجية
- خاقان جال خان أوغلي على موقع الاتحاد الدولي (مؤرشف)  (الإنجليزية)
- خاقان جال خان أوغلي على موقع الاتحاد الأوربي (الإنجليزية)
- خاقان جال خان أوغلي على موقع اتحاد تركيا (لاعب) (الإنجليزية)
- خاقان جال خان أوغلي على موقع إي إس بي إن إف سي (الإنجليزية)
- خاقان جال خان أوغلي على موقع قاعدة بيانات كرة القدم.إي يو (الإنجليزية)
- خاقان جال خان أوغلي على موقع بيانات كرة القدم. دي إي (الألمانية)
- خاقان جال خان أوغلي على موقع ليكيب (الفرنسية)
- خاقان جال خان أوغلي على موقع ناشيونال فوتبول تيمز (الإنجليزية)
- خاقان جال خان أوغلي على موقع Soccerbase.com (لاعب) (الإنجليزية)
- خاقان جال خان أوغلي على موقع Soccerway.com (الإنجليزية)